# Asticot

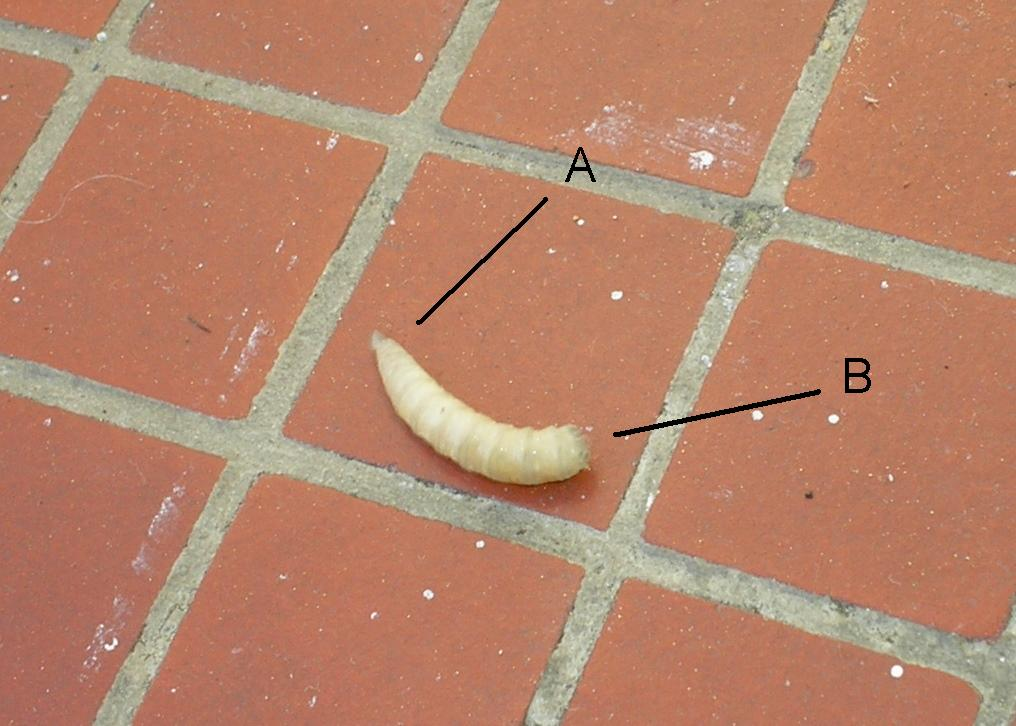
Asticot : A, avant ; B, arrière.

L'asticot est la larve des mouches et d'autres diptères. Cependant, ce terme est parfois utilisé pour référer au stade larvaire d'autres insectes.

## Description

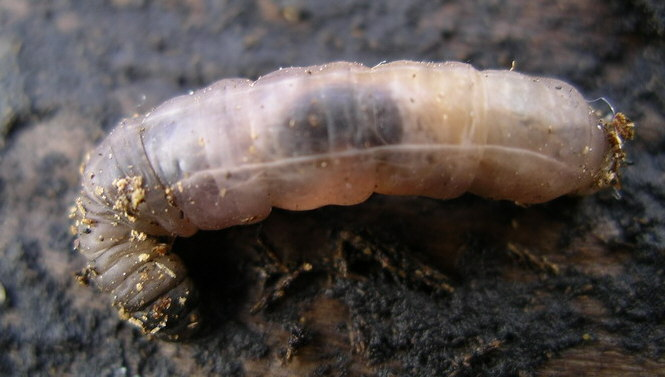
Un asticot.

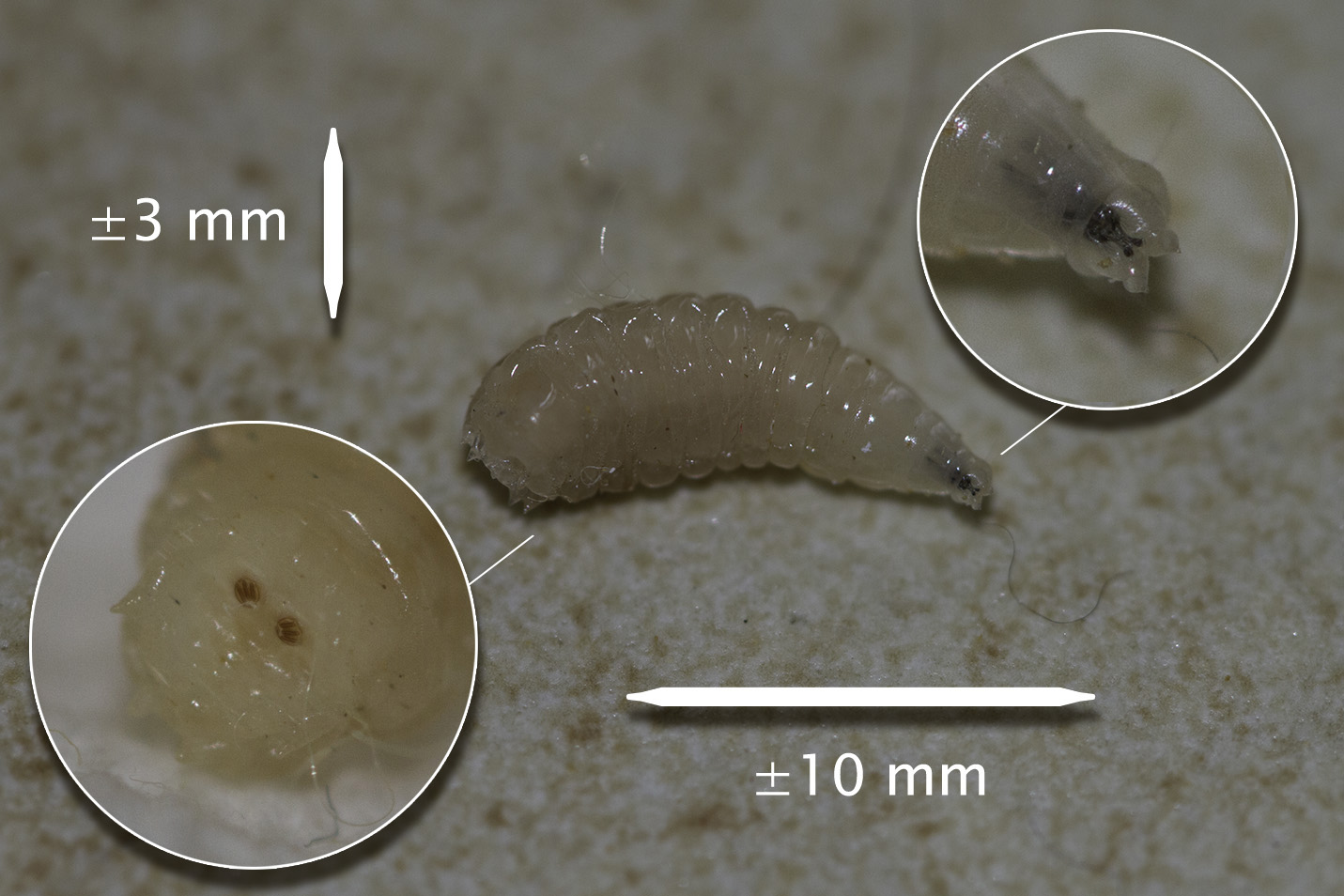
Asticot, face avant et face arrière.

Les asticots sont généralement longs de 4 à 12 mm selon leur stade de développement. La plupart des asticots sont de couleur blanchâtre ou légèrement brune, mais certaines espèces ont des asticots jaunes ou rougeâtres. Les asticots sont acéphales mais ils possèdent une paire de petits crochets qui les aident à se nourrir. Ils n'ont pas de pattes non plus.

## Cycle de vie
Le cycle de vie de la mouche est composé de quatre stades : œuf, larve (appelée communément asticot dans notre cas), pupe, adulte ou imago. Les œufs sont pondus sur de la viande en décomposition, excréments d'animaux, fumier, ou dans des réserves d'eau stagnante — quoi que ce soit fournissant de la nourriture en quantité aux larves, généralement dans un endroit humide. Après 8 à 20 heures, les œufs éclosent et les mouches entrent dans leur stade d'asticot.
L’asticot commence à se nourrir de ce sur quoi l'œuf a été pondu, habituellement de la viande en décomposition. Il se gorge de nourriture jusqu'à ce qu'il soit prêt à entrer dans le stade pupal, et à ce point l'asticot s'éloigne de la source de nourriture pour aller dans un endroit tout aussi humide. Le caster ou l’épine vinette représente la première étape de transformation de l’asticot en mouche. L’évolution se fera d’autant plus lentement que la température sera basse.

## Alimentation
L'asticot est connu pour manger généralement de la chair en décomposition, les matières en putréfaction et les matières fécales ainsi que du poisson. Par exemple, l'asticot de la mouche à merde, Scatophaga stercoraria, d'une taille pouvant atteindre environ 10 millimètres, qui se rencontre sur les bouses de vache, se développe en se nourrissant des larves d'autres insectes coprophages. Elle est donc carnassière.

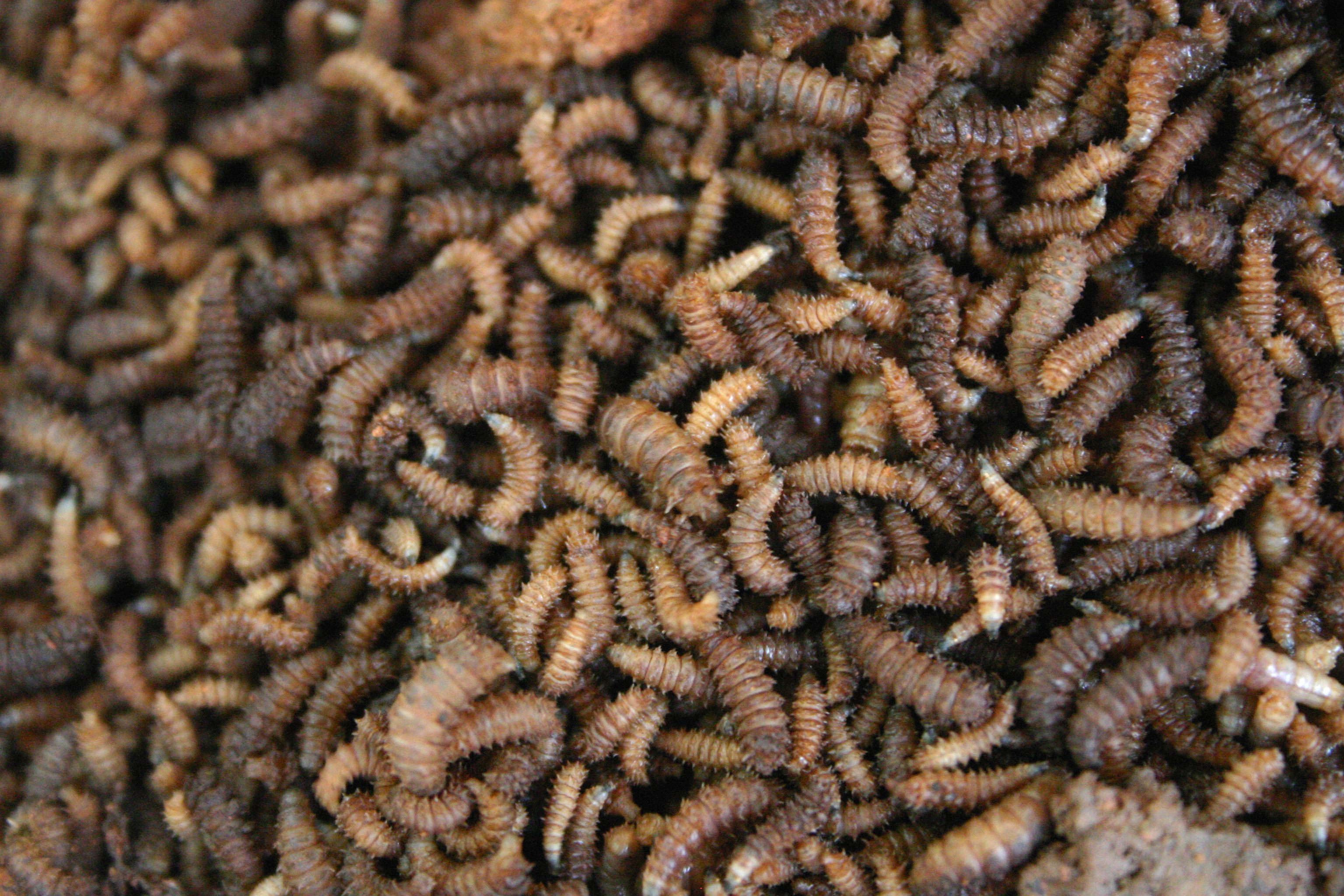
Asticots de mouches et coléoptères sur le corps en décomposition d'un Porc-épic du Cap (Hystrix africaeaustralis) mort depuis 5 jours.

Une exception au comportement nécrophage des asticots : les larves de la lucilie bouchère (Cochliomyia hominivorax) connue également sous le nom de mouche de Libye (bien qu'originaire d'Amérique centrale), se nourrissent exclusivement de matière vivante après que les œufs de celle-ci ont été pondus dans les plaies ouvertes ou atteintes cutanées suffisantes pour laisser la larve pénétrer dans les tissus. Inversement, les asticots de deux autres espèces de mouche ne consomment que la partie morte des plaies, en les aidant à cicatriser.

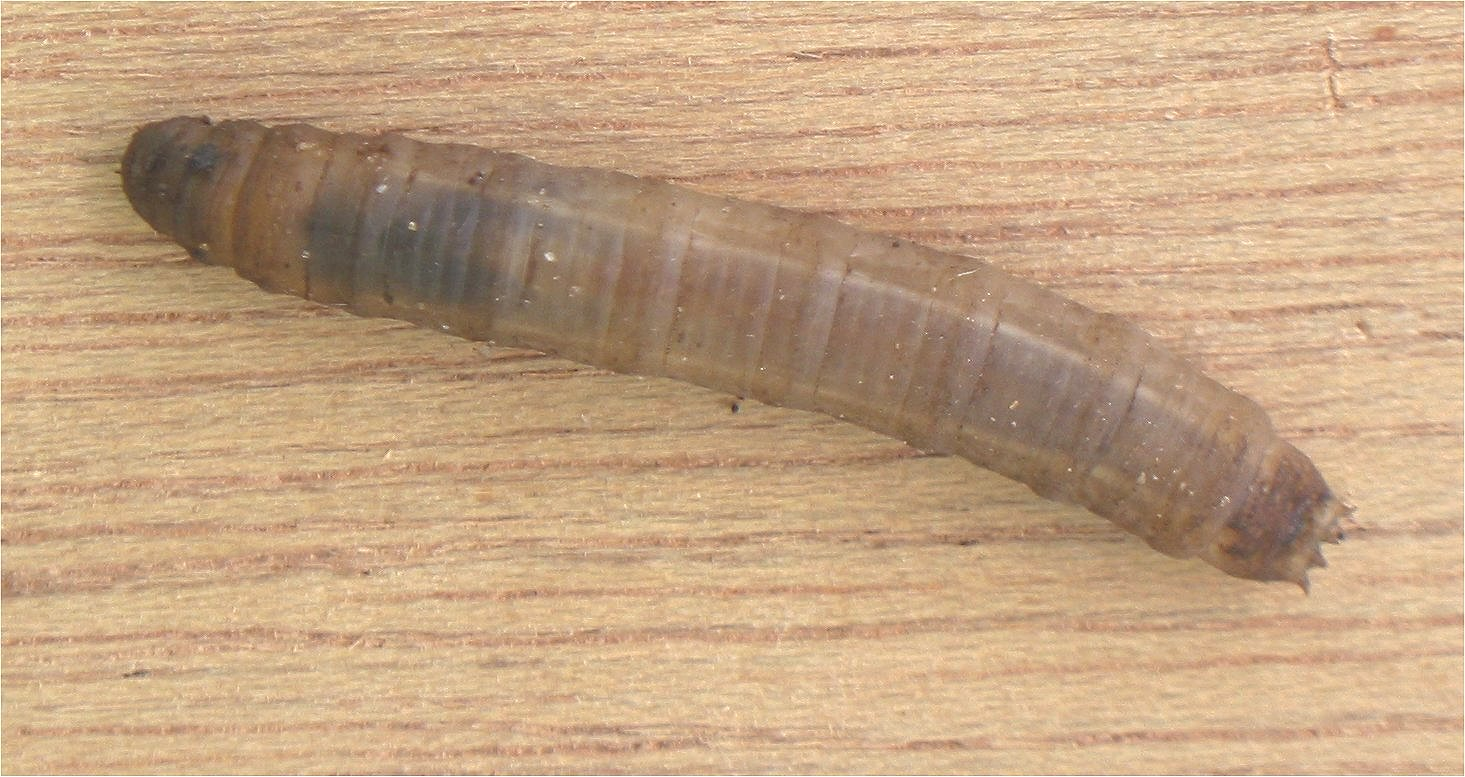
Un asticot de tipule.

La larve de la tipule est aussi un asticot, de grande taille, qui, en revanche, se nourrit des racines des plantes.

## Utilisations

### Pêche et élevage
Les asticots sont élevés dans un but commercial, dans le but de fournir des appâts ayant une certaine popularité parmi les pêcheurs ou comme nourriture pour les animaux de compagnie carnivores tels que les NAC (reptiles, mygales) ou les oiseaux.

### Médecine
Des asticots de deux espèces de mouche, élevés de façon stérile, peuvent être employés pour manger les chairs mortes et le pus dans les cicatrices après une intervention chirurgicale. On appelle cette technique l'asticothérapie.

### Médecine légale
Un certain nombre d'espèces de mouches pondent leurs œufs sur de la viande en décomposition. Ce comportement intervient, selon les espèces, à des stades différents de décomposition et est utilisé en médecine légale pour déterminer notamment la date de décès d'un corps humain ou animal: en déterminant les différentes espèces de mouches qui ont pondu et en établissant l'âge de leurs larves respectives, il est possible d'estimer la date de la mort avec une précision de quelques dizaines d'heures environ.

## Dangers
Des asticots, sur la peau ou une fois ingurgités, peuvent provoquer des myases.
Comme les tiques et les puces, les asticots peuvent être une menace pour les animaux de compagnie. Les mouches se reproduisent rapidement durant l'été et on peut trouver les asticots en grand nombre, créant une infestation posant un risque de myiases pour les bêtes de compagnie.
La mouche Lucilia bufonivora pond directement dans les narines de certains crapauds (Bufo bufo généralement). Ses asticots mangent l'animal par l'intérieur, sans le tuer. Celui-ci meurt après que les asticots l'ont quitté.

## Spécialistes
Anna Maria Sibylla Merian (1647-1717) fut une des premières à s'intéresser à la classification des asticots.

## L'asticot dans la culture

### Dans la littérature
- La Foire aux asticots, KAPUT (Frédéric Dard, auteur des San-Antonio).
- Hugo l'asticot, dans les Drôles de petites bêtes d'Antoon Krings.

### Dans la mythologie
- Dans la mythologie nordique, les asticots ayant dévoré Ymir auraient engendré la race des nains.
- Dans la mythologie japonaise, Izanami, déesse de la Création et de la Mort, prend une apparence de cadavre avarié rongé par les asticots.

### Dans le langage populaire
- Les asticots principalement, ou d'autres larves ou petits insectes, se retrouvent parfois, quelle qu'en soit la raison, dans de la nourriture sur table ; les anciens en France septentrionale, les qualifient parfois encore de « viande sans ticket » !, souvenir de la période de rationnement de la 2de guerre mondiale, et du système des tickets mis alors en place.

## Étymologie
Le mot asticot viendrait du verbe asticoter. Littré rattache ce verbe au picard astiquer, « toucher du doigt (une région sensible) », lui-même probablement du néerlandais steken « piquer ». Selon une autre hypothèse, plus amusante, l'origine du verbe asticoter serait un croisement entre astiquer et une forme ancienne dasticoter (aussi tasticoter ; testicoter en picard), issue de l’allemand Daß dich Gott… « Que Dieu te… », formule préparatoire à un juron. Au départ, le mot signifiait « parler allemand » puis « contester » et « jurer ». C’est par croisement avec d’asticot, juron de même origine obtenu par métanalyse, et astiquer qu’on obtient la forme sans consonne initiale, asticoter, peut-être aussi par influence de estiquer, du néerlandais steken « piquer ».